# Phare de Punta Pioppeto
Le phare de Punta Pioppeto (en italien : Faro di Punta Pioppeto) est un phare actif situé sur l'île de Procida (Îles Phlégréennes) commune de Procida (Ville métropolitaine de Naples), dans la région de Campanie en Italie. Il est géré par la Marina Militare de Naples.

## Histoire
L'île de Procida est une petite île située entre l'île d'Ischia et le Cap Misène sur le continent.
Le premier phare a été construit en 1849. La construction est totalement dévastée depuis son automatisation. Il a été remplacé par une lanterne posée sur un petit bâtiment. Cette lumière marque l'entrée occidentale du passage étroit entre l'île et le continent. Il est entièrement automatisé et alimenté par le réseau électrique.

## Description
Le phare actuel est une tourelle carrée en maçonnerie de 3 m de haut, avec une petite lanterne au sommet. La tourelle est blanche. Il émet, à une hauteur focale de 21 m, trois éclats blancs d'une seconde sur une période de 10 secondes. Sa portée est de Modèle:Unitê (environ 20 km) pour le feu principal.
Identifiant : ARLHS : ITA-296 ; EF-2358 - Amirauté : E1618 - NGA : 9364.

## Caractéristiques dufeu maritime
Fréquence : 10 secondes (W-W-W)
- Lumière : 1 seconde
- Obscurité : 1 seconde
- Lumière : 1 seconde
- Obscurité : 1 seconde
- Lumière : 1 seconde
- Obscurité : 5 secondes

|                   |
| Îles Phlégréennes |

|          |
| Le phare |

### Lien connexe
- Liste des phares de l'Italie